# Interação gene-ambiente
A interação gene-ambiente (ou interação genótipo-ambiente ou G×E) ocorre quando dois genótipos diferentes respondem à variação ambiental de maneiras diferentes. Uma norma de reação é um gráfico que mostra a relação entre genes e fatores ambientais quando as diferenças fenotípicas são contínuas. Eles podem ajudar a ilustrar as interações GxE. Quando a norma de reação não é paralela, como mostrado na figura abaixo, há uma interação gene por ambiente. Isso indica que cada genótipo responde à variação ambiental de uma maneira diferente.

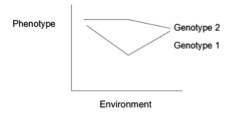
Esta norma de reação mostra linhas que não são paralelas, indicando uma interação gene por ambiente. Cada genótipo está respondendo à variação ambiental de uma maneira diferente.

Na epidemiologia genética, essas interações são úteis para a compreensão de algumas doenças. Às vezes, a sensibilidade a fatores de risco ambientais para uma doença é herdada, em vez de a própria doença ser herdada. Indivíduos com diferentes genótipos são afetados de forma diferente pela exposição aos mesmos fatores ambientais e, portanto, as interações gene-ambiente podem resultar em diferentes fenótipos. Por exemplo, a exposição à luz solar tem uma influência mais forte no risco de câncer de pele em pessoas de pele clara do que em pessoas com pele mais escura.
As interações gene-ambiente são de particular interesse para os epidemiologistas genéticos preverem taxas de doenças e métodos de prevenção na saúde pública. O termo também é usado entre os psicobiólogos do desenvolvimento para compreender melhor o desenvolvimento individual e evolutivo.